# Célula en cesta
Las células en cesta (en inglés Basket Cell BC), son interneuronas inhibitorias GABAérgicas del cerebro, que se encuentran en distintas regiones del córtex y el cerebelo.

## Anatomía y fisiología
Las células en cesta son interneuronas GABAérgicas multipolares que realizan sinapsis inhibitorias y controlan los potenciales globales de las células diana. En general, las dendritas de las células en cesta son de ramificación libre, contienen espinas lisas y se extienden de 3 a 9 milímetros (mm). Los axones están muy ramificados y su longitud total oscila entre 20 y 50 mm. Las arborizaciones axonales ramificadas dan lugar al nombre, ya que aparecen como cestas que rodean el soma de la célula diana. Las células en cesta forman sinapsis axosomáticas, lo que significa que sus sinapsis se dirigen a los somas de otras células. Al controlar los somas de otras neuronas, las células en cesta pueden controlar directamente la tasa de descarga del potencial de acción de las células diana.
Las células en cesta se pueden encontrar en todo el encéfalo, entre otros, en la corteza, el hipocampo, la amígdala, los ganglios basales y el cerebelo.

## Corteza
En el córtex, las células en cesta tienen axones poco ramificados que emiten pequeñas elaboraciones pericelulares en forma de cesta a varios intervalos a lo largo de su longitud. Las células en cesta representan entre el 5 y 10% del total de neuronas del córtex.
Existen tres tipos de células en cesta en el córtex: las pequeñas, las grandes y las de tipo nido.
El axón de una célula en cesta pequeña se arboriza en las proximidades del rango dendrítico de esa misma célula, este axón es corto.
Por el contrario, las células en cesta grandes inervan cuerpos neuronales en diferentes columnas corticales debido a un axón largo.
Las células cesta nido son una forma intermedia de las células pequeñas y grandes, sus axones están confinados principalmente a la misma capa cortical que sus somas. Las células en cesta nido tienen "colaterales axonales radiales" entre las de las células en cesta grandes y pequeñas. Se incluyen como células en cesta porque son interneuronas que realizan sinapsis axo-somáticas.

## Hipocampo
Las células en cesta del hipocampo se dirigen a los somas y las dendritas proximales de las neuronas piramidales. Al igual que sus contrapartes en la corteza, las células en canasta del hipocampo también expresan parvalbúmina y se disparan rápidamente. En la región CA3 del hipocampo, las células en cesta a menudo pueden formar bucles de inhibición recurrentes con las células piramidales. Las proyecciones de una célula piramidal inervarán la célula en cesta, que a su vez tiene una proyección de vuelta a las células piramidales originales. Como las células en cesta son inhibitorias, se genera un bucle cerrado que puede ayudar a amortiguar las respuestas excitatorias.

## Cerebelo

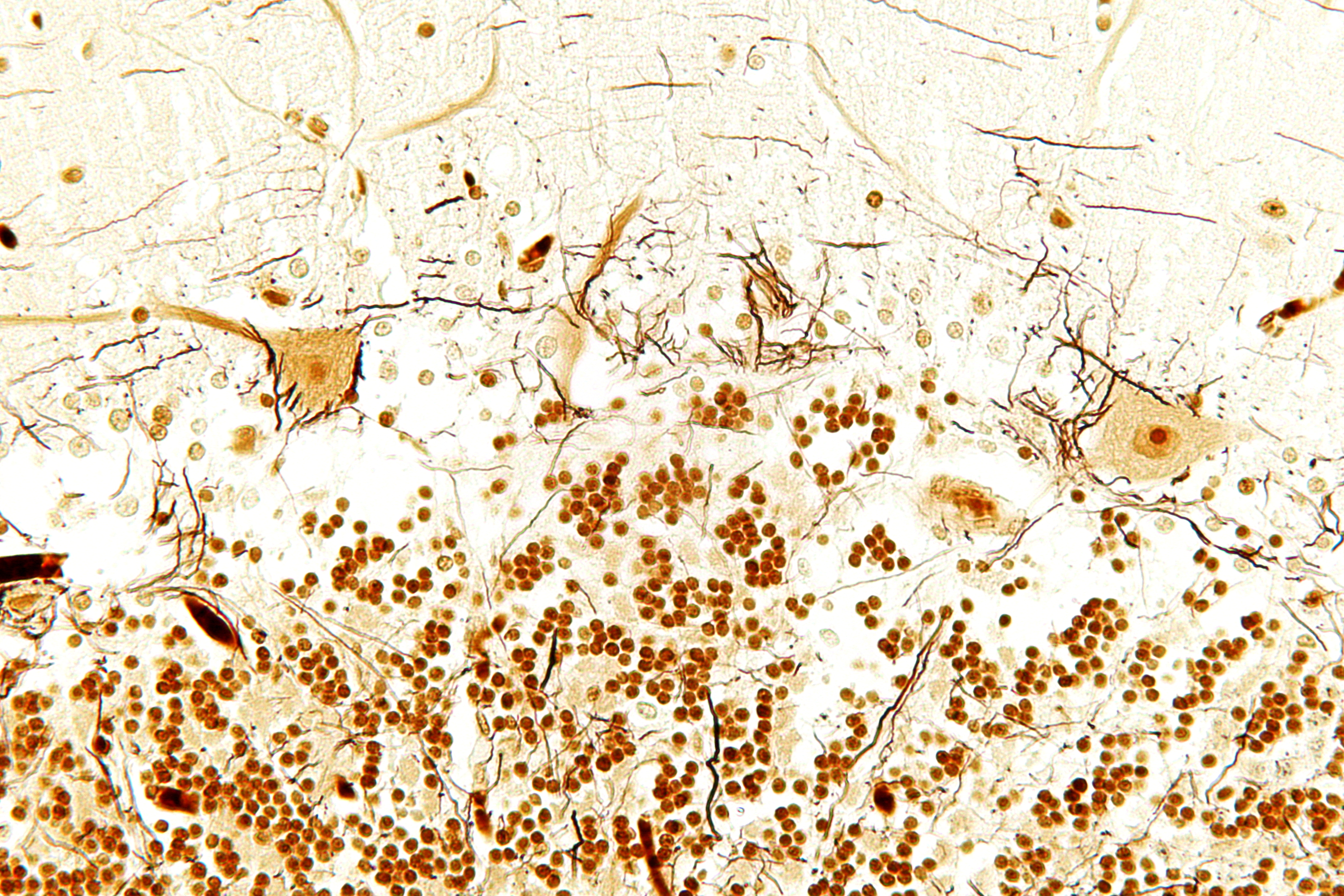
Micrografía de la corteza cerebelosa que muestra las células de Purkinje dentro de las cestas formadas por las prolongaciones de las células en cesta. Tinción de Bielschowsky.

Las células en cesta fueron vistas en el cerebelo por Golgi, pero descritas por Cajal quien las llamó "pequeñas estrelladas profundas", Kölliker propuso el nombre de células en cesta (Korbzellen) por el modo de terminación de sus axones.

El soma de la célula en cesta se encuentra por encima de la hilera de somas de las células de Purkinje, presenta morfología triangular o estrellada y un diámetro promedio de 10-20 micrómetros (µm). El núcleo es excéntrico y con lóbulos; el citoplasma posee escasos orgánulos.

Las dendritas son ramificadas, dilatadas y nudosas.

El axón desciende casi verticalmente, y termina por un penacho o franja de ramitas cortas, espesas, varicosas, colocadas alrededor y por debajo del cuerpo de las células de Purkinje, que forman por su asociación un nido terminado en punta de pincel.

Las células en cesta hacen sinapsis en los cuerpos neuronales de las células de Purkinje. 
Los axones de las células en cesta cerebelosas envían neurotransmisores inhibitorios, como el GABA, a los axones de las células de Purkinje, e inhiben la célula de Purkinje. Las células de Purkinje envían mensajes inhibitorios a los núcleos cerebelosos profundos y son responsables de la única salida de coordinación motora de la corteza cerebelosa. Con el trabajo de la célula en cesta, las células de Purkinje no envían la respuesta inhibitoria para la coordinación motora y se produce el movimiento motor.

## Imágenes adicionales

Microcircuitos del cerebelo. Las sinapsis excitatorias se indican con (+) y las sinapsis inhibitorias con (-). Célula en cesta etiquetada BC.
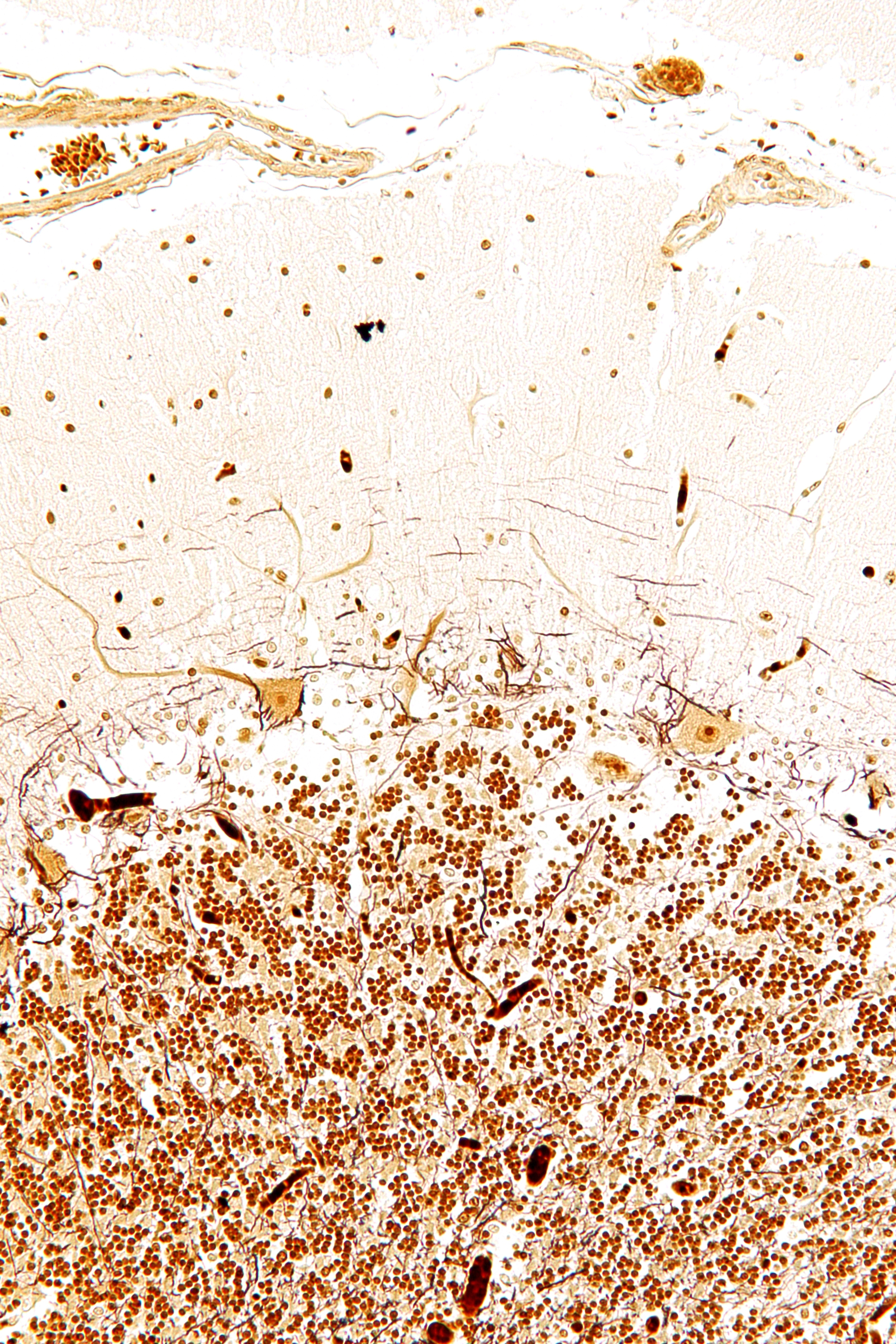
Cerebelo.